# Wojna kalmarska

## Geneza wojny kalmarskiej 1611–1613
Przynajmniej od 1600 król duński, Chrystian IV Oldenburg (1588–1648), planował wojnę ze Szwecją, w odważnej polityce zagranicznej poszukując środka do wyzwolenia się spod kurateli duńskiej Rady Państwa. Przyczyn do wybuchu wojny nie brakowało. W północnej części Półwyspu Skandynawskiego całe wybrzeże od Titisfjord do Półwyspu Kolskiego było obszarem spornym między Szwecją, Danią i Rosją. Za panowania Chrystiana IV Dania uznała cały obszar „Oceanu Północnego” za swe wody terytorialne. Wzmocniono także tamtejsze garnizony duńskie. Ze swej strony król Szwecji, Karol IX Waza (1599–1611) odpowiedział wzmożeniem akcji kolonizacyjnej. W 1607 r. Karol IX przyjął tytuł „króla Lapończyków w Nordlandii” i zaczął pobierać tam podatki. Naruszył przy tym terytorium związanej z Danią unią personalną Norwegii, nie reagując na protesty Chrystiana IV. W 1608 nadał Göteborgowi prawa połowu ryb na wybrzeżu Finnmarku, rozciągając je w 1610 także na mieszkańców Lubeki.
Do tej chwili szwedzka Rada Królewska (Riksråd) całkowicie popierała stanowisko Karola IX co do praw Szwecji do północnej części Półwyspu Skandynawskiego, ale nie chciała wojny z Danią. 11 (21) sierpnia 1609 Karola IX dotknął atak apopleksji, który niósł ze sobą częściowy paraliż. W listopadzie 1609 nastąpiła pewna poprawa, ale dawnej sprawności nie odzyskał on już nigdy.
W tym czasie najważniejszym powodem rosnącego napięcia w stosunkach szwedzko-duńskich stała się aktywność szwedzkich korsarzy, którzy podjętą przez rząd akcję blokady handlu ryskiego wykorzystywali jako pretekst do rabowania wszystkich obcych statków na Bałtyku. Zmniejszyło to dochody kupców duńskich i zmusiło rząd kopenhaski do kosztownego uzbrajania konwojów. Szwedzi narzekali z kolei na bezprawne ich zdaniem pobieranie od nich ceł na Sundzie. Były też wypadki aresztowania szyprów szwedzkich statków i porywania z nich marynarzy, wcielanych potem przymusowo do floty duńskiej.
W styczniu 1611 Chrystian IV podjął ostatecznie decyzję o wojnie. Duńska Rada Państwa została poinformowana, że jeśli nie zgodzi się na deklarację wojny wydaną przez niego jako króla Danii, wojnę rozpocznie on jako książę Szlezwiku-Holsztynu, bez jej zgody.
Wiosną 1611 Duńczycy aresztowali angielskiego agenta, Jamesa Spensa, który jechał do Szkocji werbować do armii szwedzkiej. Odpowiedzią na protesty Szwedów w tej sprawie była deklaracja wojny z kwietnia 1611.

## 1611
Do wojny tej Karol IX nie był w ogóle przygotowany. Wojska duńskie były liczniejsze, lepiej wyszkolone i wyposażone. Armia szwedzka nie mogła im stawić czoła w otwartym polu. Prowadzono więc działania podjazdowe, szukając oparcia w trudnym, lesistym terenie i twierdzach. Duńczycy zdobyli też panowanie na morzu i szwedzkie porty zostały całkowicie zablokowane. Chrystian IV mógł wykonywać desanty w dowolnym miejscu. Był w stanie odciąć też Szwecję od wszelkich kontaktów z Europą Zachodnią.
Głównym celem strategicznym Chrystiana IV było zajęcie Sztokholmu. Na przeszkodzie stały jednak warunki naturalne. Siły duńskie nie były nigdy na tyle duże, aby podjąć równolegle działania na potrzebną skalę. Poza tym wojnę prowadzono na trudnym terenie, we wrogim kraju. Pomocnicze uderzenia na skrzydłach, które miały przygotować główne uderzenie na Sztokholm, okazały się jedynymi działaniami, które Chrystian IV mógł podjąć.
Kampania 1611 miała dla Szwedów fatalny przebieg. W maju 1611 skapitulowało miasto Kalmar, zaś 3 sierpnia 1611 zamek kalmarski. Jeden z najważniejszych szwedzkich portów na południowym wschodzie znalazł się w rękach duńskich. 20 okrętów szwedzkich zostało zatopionych w porcie kalmarskim przez własne załogi. Na dalekiej Północy prowincję Finnmark opanowały wojska norweskie.
Karol IX nie był w stanie prowadzić wojny. Jego zdrowie uległo dalszemu pogorszeniu. Jego umysł został wstrząśnięty niespodziewanym pojawieniem się komety. W odpowiedzi na niepowodzenia kampanii 1611 wysłał on wyzwanie Chrystianowi IV, aby stanął z nim do honorowego pojedynku. Doczekał się jedynie obraźliwej odpowiedzi. 30 października (10 listopada) 1611 umarł on w Nyköping, przeżywszy 61 lat. Szwecja znalazła się w trudnej sytuacji. Następcą Karola IX został jego syn, 17-letni wówczas Gustaw II Adolf (1611–1632).

## 1612
Na początku 1612, kiedy Gustaw II Adolf wyruszył z Nyköping na wojnę z Duńczykami, ataki podejmowane przez Chrystiana IV na pomocniczych kierunkach wyrządzały Szwecji wielkie szkody. Armia szwedzka na wschodnim wybrzeżu stała w umocnionym obozie pod Ryssby i czekała na sprzyjającą okazję do odzyskania Kalmaru. W czasie krótkiej kampanii zimowej 1612 r. Gustaw II Adolf nie stawiał przed sobą jednak tak poważnych celów. Ograniczył się jedynie do niepokojenia sił duńskich. Nie doszło też do żadnego poważniejszego starcia. Obie strony pustoszyły swe pograniczne tereny. Gustaw II Adolf spustoszył Blekinge, na co Chrystian IV odpowiedział tym samym w Västergötland.
Po jednej z takich wypraw Gustaw II Adolf z małymi siłami powracał do głównego obozu. Został jednak dopędzony przez duńską kawalerię niedaleko Vittsjö. Jego straż tylna została zaskoczona i rozproszona. Król wraz ze swym otoczeniem uciekał po lodzie małego jeziora i pobliskich strumieni. Na jednym z nich pękł lód i młody król Szwecji z trudem został uratowany przez Pera Banera (syna Gustava Banera straconego w Linköping w 1600). Niecały miesiąc potem Chrystian IV miał podobną przygodę.
20 lutego (1 marca) 1612 stoczono bitwę pod Kölleryd, gdzie wojska szwedzkie dowodzone przez Jespera Matssona Cruusa rozbiły całkowicie wojska duńskie, dowodzone przez Chrystiana IV. Była to jedyna zwycięska dla Szwecji bitwa w tej wojnie. Król duński z trudem uciekł z pola bitwy. Zwycięstwo to nie miało jednak żadnego wpływu na dalszy przebieg wojny.
Kampania zimowa 1612 dobiegała końca i obie strony szykowały się do rozstrzygnięcia. Zasoby Szwecji były już jednak na wyczerpaniu. Zapasy broni i prochu były nieznaczne. Brakowało żywności i ubrań dla żołnierzy oraz paszy dla koni. Najlepsi marynarze zdezerterowali, część przeszła na stronę Chrystiana IV, gdyż rząd szwedzki zwlekał z wypłatą żołdu. Podatków nie można już było podnieść, gdyż już były one podniesione do maksimum. Na szczęście dla Szwedów, Dania miała podobne trudności. Brakowało przede wszystkim pieniędzy na opłacenie zaciężnych żołnierzy. Niedobory żywności, paszy i epidemie dziesiątkowały armię duńską. Spustoszenia po obu stronach granicy zwiększały także trudności króla duńskiego w nadchodzącej kampanii. Plan kampanii duńskiej na 1612 r. zakładał zdobycie Jönköping, a następnie uderzenie na Sztokholm. Najpierw jednak Duńczycy postanowili zabezpieczyć swe skrzydła. W oparciu o Kalmar Chrystian IV mógł prowadzić zdecydowane działania na wschodnim wybrzeżu. Na zachodzie celem działań miały być Älvsborg i Gullberg, bliźniacze twierdze strzegące założonego przez Karola IX Göteborga.
W maju 1612 rozpoczęło się oblężenie Älvsborga. Jego garnizon liczył 600 żołnierzy, w porcie kotwiczyła flotylla szwedzka zachodniego wybrzeża, która nie była jednak gotowa do wyjścia w morze. Flota duńska rozpoczęła blokadę wyjścia z portu. Mimo bohaterskiej obrony dowodzonej przez komendanta Olofa Stråle, Älvsborg został zmuszony do kapitulacji 24 maja (3 czerwca) 1612. Resztki garnizonu wymaszerowały pod sztandarami, a szwedzkie okręty zostały zatopione w porcie przez załogi, zgodnie z instrukcją Gustawa II Adolfa. Duńczycy nie mieli jednak większych trudności z ich wydobyciem. Kilka dni potem skapitulował Gullberg. Szwecja została odcięta od Morza Północnego.
Nadszedł teraz czas uderzenia na Jönköping. Zamiast tego Chrystian IV skierował swe wojska nad jezioro Vänern. Tu natrafił jednak na takie trudności, że dotarł tylko do Lidköping, skąd musiał wycofać się do rzeki Göta.
W tym czasie armia duńska na wschodnim wybrzeżu opanowała wyspę Olandię i zaczęła zajmować Östergötland, nie napotykając większego oporu. Dopiero w rejonie Vimmerby wojska duńskie natrafiły na większe przeszkody. Najbardziej jednak Duńczykom dawał się we znaki brak żywności i ukształtowanie terenu. Mimo to opanowali oni Söderköping i utrzymali się tam aż do sierpnia 1612.
W tym czasie, gdy Duńczycy odnosili sukcesy na obu wybrzeżach, Gustaw II Adolf przebywał w Jönköping. Jego oddziały stanowiły więc potencjalne zagrożenie dla obu armii duńskich. Zdecydował się on jednak uderzyć na wojska duńskie na wschodzie. Nie udało mu się odciąć im drogi odwrotu, jak planował, ale zmusił je do wycofania się do Kalmaru. Wtedy doszły do niego wieści, że Chrystian IV podjął ofensywę na Jönköping. Ponieważ wiedział on, że Jesper Matsson Cruus blokuje jedyną drogę z Älvsborga do Jönköping, którą mogłyby być przetransportowane działa oblężnicze, nie spieszył się z odsieczą. Chrystian IV rzeczywiście musiał obrać inną drogę i stanął pod murami Jönköping bez ciężkiego sprzętu oblężniczego i nie mógł próbować zdobyć miasta. Poza tym jego tyłom i lewej flance zagrażały wojska Jespera Matssona Cruusa. Z drugiej strony nadciągał zaś Gustaw II Adolf. Nie miał innego wyjścia, jak tylko zarządzić pośpieszny odwrót do Skanii. Oznaczało to praktycznie zakończenie działań wojennych na lądzie. Zapuszczając się aż pod Jönköping wojska duńskie po raz ostatni w historii znalazły się tak daleko w głębi terytorium szwedzkiego.
Chrystian IV spróbował poszukać rozstrzygnięcia w działaniach na morzu. Najpierw podjął próbę zniszczenia floty szwedzkiej, która zapuściła się bez wyraźnego celu aż ku ujściu Wisły. Eskadra ta zdążyła jednak schronić się w swej bazie w Älvsnabben w archipelagu sztokholmskim. Król Danii postanowił właśnie tam poszukać okrętów szwedzkich, biorąc po drodze na pokłady część własnych oddziałów z Kalmaru, czym wzbudził poważne zaniepokojenie Szwedów, którzy obawiali się teraz desantu duńskiego w rejonie Sztokholmu. Na południe od Sztokholmu doszło do spotkania floty duńskiej ze szwedzką, która zdecydowanie słabsza schroniła się pod osłonę twierdzy Vaxholm, strzegącej drogi wodnej do szwedzkiej stolicy. Chrystian IV rozpoczął ostrzał zamku. Vaxholm otrzymał wcześniej świeżą załogę złożoną z 1200 flamandzkich najemników pod dowództwem Mönichhofena. Nie mając szans na zdobycie Vaxholmu i zniszczenie floty szwedzkiej, we wrześniu 1612 Chrystian IV odpłynął ze swoimi okrętami do Kopenhagi. Oznaczało to zakończenie działań wojennych.
Walki na ograniczoną skalę prowadzono także wzdłuż całej granicy norweskiej, od Laponii po Värmland i Dalsland. W marcu 1612 strona szwedzka wydała wezwanie do Norwegów, aby ci porzucili króla Danii. W odpowiedzi wojska norweskie spustoszyły pograniczny Värmland i Dalsland. W sierpniu 1612 rozegrał się jeden z ciekawszych epizodów wojny kalmarskiej. Szwedzi zwerbowali w Anglii i Holandii 2 kontyngenty najemników. Ponieważ po utracie Älvsborga Szwecja odcięta była od Morza Północnego, oddziały te podjęły próbę lądowania w Norwegii i przebicia się przez jej terytorium do Szwecji. Udało się to jedynie oddziałowi zwerbowanemu w Holandii. Drugi oddział, złożony ze szkockich najemników, został zniszczony 26 sierpnia (5 września) 1612 r. w bitwie pod Kringen przez milicję norweska złożoną z okolicznej ludności (z Lesji, Dovre, Vaage, Fronu, Lomu oraz Ringebu).

## Rokowania pokojowe i traktat w Knäred 1613
Porażka Duńczyków pod Vaxholmem dała sygnał do rozpoczęcia rokowań. 18 września 1612 Chrystian IV zaproponował spotkanie przedstawicieli obu stron na granicy. Jego inicjatywa została od razu podchwycona przez Szwedów. Duńczycy jednak nie zgodzili się jednak na zawieszenie broni i obie strony rozpoczęły ostentacyjne przygotowania do następnej kampanii. Oba państwa nie miały jednak już sił do dalszej walki. Zwłaszcza strona duńska, której wojska składały się głównie z żołnierzy zaciężnych, była wyczerpana finansowo. Zainteresowane zakończeniem konfliktu były także Anglia i Holandia. Oba kraje, uczestniczące w handlu bałtyckim i dążące do równowagi w tym regionie, nie chciały nadmiernego wzrostu znaczenia Danii kosztem Szwecji.
Mediatorem w rokowaniach pokojowych został król Anglii, Jakub I Stuart. We wrześniu 1612 rozpoczęto negocjację z udziałem angielskich mediatorów w obu stolicach skandynawskich. Angielska oferta mediacyjna była zarazem ciosem zadanym pretensjom Zygmunta Wazy, gdyż przy tej okazji Jakub I uznał de iure Gustawa II Adolfa królem Szwecji, czego odmawiał uprzednio Karolowi IX.
W listopadzie 1612 dyplomaci obu stron spotkali się na moście granicznym w Sjöarydzie, niedaleko duńskiej wioski Knäred. 21 (31) stycznia 1613 w Knäredzie podpisano ostateczny traktat pokojowy. Gustaw II Adolf nalegał na jak najszybsze zawarcie pokoju i gotów był do ustępstw. Zdecydował się wziąć na siebie wynegocjowane warunki i podpisać tekst traktatu bez konsultowania się z Radą Królestwa.
Postanowienia traktatu z Knäredu były dla Szwecji zdecydowanie niekorzystne. Wyrzekli się oni Finnmarku oraz swych praw do miasta Sonnenburg na wyspie Ösel. Dania zatrzymywała Älvsborg, Göteborg oraz miasta Gamla Lödöse i Nya Lödöse, które wraz z przyległymi 7 gminami Västergötlandu pozostać miały w ich rękach do czasu wypłacenia przez Szwecję odszkodowań wojennych w wysokości 1 miliona riksdalerów. Miały one zostać spłacone w 4 rocznych ratach w okresie od 20 stycznia 1616 do 20 stycznia 1619. Jedynym sukcesem dyplomacji szwedzkiej było potwierdzenie zasady wolnego handlu pomiędzy oboma państwami z równoczesnym przypomnieniem, że poddani Gustawa II Adolfa są zwolnieni z cła sundzkiego.